# Chris Robinson Brotherhood
I Chris Robinson Brotherhood sono un gruppo blues rock statunitense, formatosi a Los Angeles nel 2011 per iniziativa del cantante e chitarrista Chris Robinson, già  leader dei Black Crowes, proprio quando questi ultimi erano in un periodo di pausa e del chitarrista Neal Casal.

## Formazione
- Chris Robinson - voce, chitarra
- Neal Casal - chitarra
- Adam MacDougall - tastiere
- Mark Dutton - basso
- George Sluppick - batteria

## Discografia

### Album studio
- 2012 - Big Moon Ritual
- 2012 - The Magic Door
- 2014 - Phosphorescent Harvest
- 2016 - Anyway You Love, We Know How You Feel
- 2016 - If You Lived Here, You Would Be Home by Now
- 2017 - Barefoot in the Head

### Album dal vivo
- 2013 - Betty Blends Volume 1
- 2015 - Betty Blends Volume 2
- 2017 - Betty’s Blends, Vol. 3: Self-Rising, Southern Blends

### Singoli
- 2012 - Blue Suede Shoes/Girl I Love You